# انجمن صفاخانه

اولین شماره مجله الاسلام

انجمن صفاخانه مکانی در محلهٔ جلفای اصفهان (محلهٔ ارامنهٔ اصفهان) جهت مناظره و گفتگوی ادیان بوده‌است که به همت آقا نجفی اصفهانی و حاج آقا نورالله نجفی اصفهانی در سال ۱۲۸۱ شمسی برابر با جمادی‌الثانی ۱۳۲۰ قمری و ۱۹۰۲ میلادی تأسیس شده‌است در این مکان مبلغین مسیحی و نمایندگان مسلمانان به بحث و گفتگو می‌پرداختند. این مکان یکی از اولین مراکز گفتگوی ادیان و تمدن‌ها بوده‌است.

## پیشینه و تأسیس
جمعی از مبلغین مسیحی که از اروپا به هندوستان رفته، فارسی آموخته و کتب متعددی در رد اسلام چاپ کرده بودند، به اصفهان آمده و به مبارزهٔ علمی با اسلام پرداختند. سردستهٔ مبلغین مسیحی، شخصی موسوم به تیزدال بود. وی در محله جلفای اصفهان منزل گرفته بود و علمای اصفهان را به مناظره دربارهٔ دین مسیح و اسلام دعوت می‌کرد. کتابی را نیز در رد اسلام موسوم به ینابیع الاسلام منتشر ساخت.
آقا نجفی اصفهانی و حاج آقا نورالله، درصدد مبارزه و مباحثه با آنها برآمدند. از این رو با همکاری رکن‌الملک شیرازی، داعی الاسلام برای مباحثه با آنان تعیین گردید. همزمان با انتخاب یک نفر برای مناظره و رد عقاید نصاری و مبلغین عیسوی، علمای اصفهان به رهبری آقا نجفی و حاج آقا نورالله، به تشکیل انجمنی به نام انجمن صفاخانه در محلهٔ جلفا دست زدند.

## مجله الاسلام
به فاصلهٔ سه ماه از تأسیس صفاخانه اولین شمارهٔ ماهنامهٔ «الاسلام» در رمضان ۱۳۲۰ قمری، سپتامبر ۱۹۰۳ میلادی منتشر شد. این مجله، سخنگوی انجمن صفاخانه بود. شرح مناظرات میان علمای شیعه و مبلغین مسیحی در این مجله درج می‌شد. تأثیر این اقدام فرهنگی تا آنجا ادامه یافت که نسخه‌های این مجله در لندن و بعضی پایتخت‌های اروپایی و هم چنین مصر، هند، حجاز و عثمانی مورد استفاده وسیع متفکرین مسلمان در برخورد با آرای مسیحیت و سایر ادیان قرار می‌گرفت.
این مجله به همت و سردبیری سید محمدعلی داعی‌الاسلام، به چاپ می‌رسیده‌است و نسخ این نشریه به سایر شهرها و کشورهای دیگر ارسال می‌شده و حتی مسلمانان مقیم اروپا نیز از آن برای اثبات قدرت استدلال و عقلانیّت اسلامی استفاده می‌کردند.
انتشار مجلهٔ الاسلام در دههٔ بعدی به دو زبان فارسی و اردو در سراسر شبه قاره هند، موج جدیدی از همزیستی و گفتگوی عقلانی بین اسلام و سایر مذاهب ایجاد کرد.